# Tetraphenylgermanium
Tetraphenylgermanium ist eine chemische Verbindung aus der Gruppe der germaniumorganischen Verbindungen.

## Gewinnung und Darstellung
Über Tetraphenylgermanium wurde bereits 1925 von Gilbert T. Morgan, Harry Dugald und Keith Drew berichtet. Es wurde durch Umsetzung von Germanium(IV)-bromid mit einem hohen Überschuss des Grignard-Reagenz Phenylmagnesiumbromid in Diethylether hergestellt. Neben dem gewünschten Produkt bilden sich dabei auch die weniger phenylierten Mono-, Di- und Tribromide.
{\displaystyle \mathrm {4(C_{6}H_{5})MgBr+\ GeBr_{4}\ {\xrightarrow[{Et_{2}O}]{}}\ Ge(C_{6}H_{5})_{4}+\ 4\ MgBr_{2}} }
Zu Reinigungszwecken kann die Verbindung aus Toluol umkristallisiert werden.

## Eigenschaften
Tetraphenylgermanium bildet tetragonale Kristalle in der Raumgruppe P421c (Raumgruppen-Nr. 114) mit Formeleinheiten in der Elementarzelle.

## Verwendung
Durch Reaktion von Tetraphenylgermanium mit Halogenen bzw. Halogeniden können die entsprechenden Mono-, Di- oder Trihalogenide hergestellt werden.
Durch Umsetzung von Tetraphenylgermanium mit Brom in siedendem Tetrachlorkohlenstoff bildet sich in nahezu quantitativer Ausbeute das entsprechende Triphenylgermaniumbromid
{\displaystyle \mathrm {Ge(C_{6}H_{5})_{4}+\ Br_{2}\ {\xrightarrow[{CCl_{4}}]{}}\ BrGe(C_{6}H_{5})_{3}+\ BrC_{6}H_{5}} }
Unter anderen Reaktionsbedingungen erhält man stattdessen das Diphenylgermaniumdibromid:
{\displaystyle \mathrm {Ge(C_{6}H_{5})_{4}+\ 2\ Br_{2}\ {\xrightarrow[{}]{}}\ Br_{2}Ge(C_{6}H_{5})_{2}+\ 2\ BrC_{6}H_{5}} }
Tetraphenylgermanium bildet beim Erhitzen mit Germanium(IV)-chlorid durch Komproportionierung das Phenylgermaniumtrichlorid:
{\displaystyle \mathrm {Ge(C_{6}H_{5})_{4}+\ 3\ GeCl_{4}\ {\xrightarrow {120\,{}^{\circ }C}}\ 4\ Cl_{3}Ge(C_{6}H_{5})} }